# Telematica

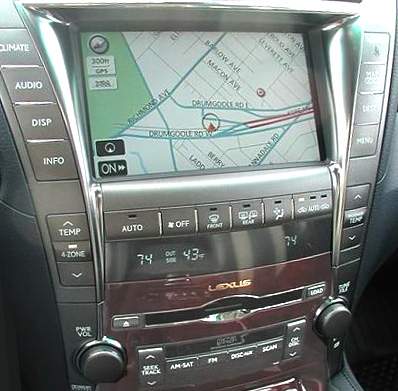
Lexus Gen V navigation system

Telematica is een discipline die zich bezighoudt met telecommunicatie en informatica, maar vooral ook met zaken waarbij deze twee gecombineerd toegepast worden. Daarbij moet gedacht worden aan dataverbindingen, computernetwerken en elektrotechniek. Ook disciplines als moderne telefoonverbindingen en satellietcommunicatie vallen onder de telematica.
Telematica heeft vooral zakelijke toepassingen, hoewel telematica ook steeds meer richting de consument beweegt. Bij telematica gaat het met name om de communicatie met objecten op afstand zoals voertuigen, machines, computers, gebouwen etc. Objectspecifieke informatie wordt middels een telecommunicatienetwerk verstuurd naar een centraal systeem waarbij data worden vertaald in bruikbare informatie (de cloud of centrale server).

## Telematicaopleidingen
Verschillende universiteiten verzorgen een tweejarige Master of Science-opleiding Telematica:
- Technisch-natuurwetenschappelijke Universiteit van Noorwegen (NTNU), Noorwegen[1]
- Universiteit Twente (UT), Nederland[2]
- Universiteit Carlos III van Madrid (UC3M), Spanje[3]